# Plœuc-L’Hermitage
Plœuc-L’Hermitage ([plœk lɛʁmitaʒ]; bret. Ploheg-Peniti) – gmina we Francji, w regionie Bretania, w departamencie Côtes-d’Armor.
Została utworzona 1 stycznia 2016 roku z połączenia dwóch wcześniejszych gmin: L’Hermitage-Lorge oraz Plœuc-sur-Lié. Siedzibą gminy została miejscowość Plœuc-sur-Lié. W 2013 roku populacja wyżej wymienionych gmin wynosiła 4058 mieszkańców.